# Parana Airport (flygplats i Argentina)
Parana Airport (engelska: General Justo José de Urquiza Airport) är en flygplats i Argentina. Den ligger i den centrala delen av landet, 400 km nordväst om huvudstaden Buenos Aires. Parana Airport ligger 74 meter över havet.
Terrängen runt Parana Airport är platt. Runt Parana Airport är det ganska tätbefolkat, med 67 invånare per kvadratkilometer.. Närmaste större samhälle är Paraná, 8,1 km nordväst om Parana Airport. 
Trakten runt Parana Airport består till största delen av jordbruksmark.